# مرد مضاعف
مرد مضاعف (به انگلیسی: The Double Man) فیلمی در ژانر جاسوسی به کارگردانی فرانکلین جی. شافنر و با نقش‌آفرینی یول برینر، محصول سال ۱۹۶۷ انگلستان است که در ایران با عنوان مرد دو چهره شناخته می‌شود.

## خلاصه داستان
یک مأمور سیا که فرزندش هنگام گذراندان تعطیلات کشته شده است، برای تحقیق به سوئیس می‌رود و درمی‌یابد که قاتل می‌خواسته با دور کردن او، یک جاسوس دشمن را که شباهتی باور نکردنی به او دارد، وارد سازمان کند...

## بازیگران
- یول برینر
- بریت ایکلند
- کلایو رویل
- آنتونی دیفرینگ
- موئیرا لستر
- لوید نولان